# Oratorio di Gesù Pellegrino
L'oratorio di Gesù Pellegrino (o dei Pretoni) è un luogo di culto cattolico situato all'angolo fra via San Gallo e via degli Arazzieri a Firenze.

## Storia e descrizione

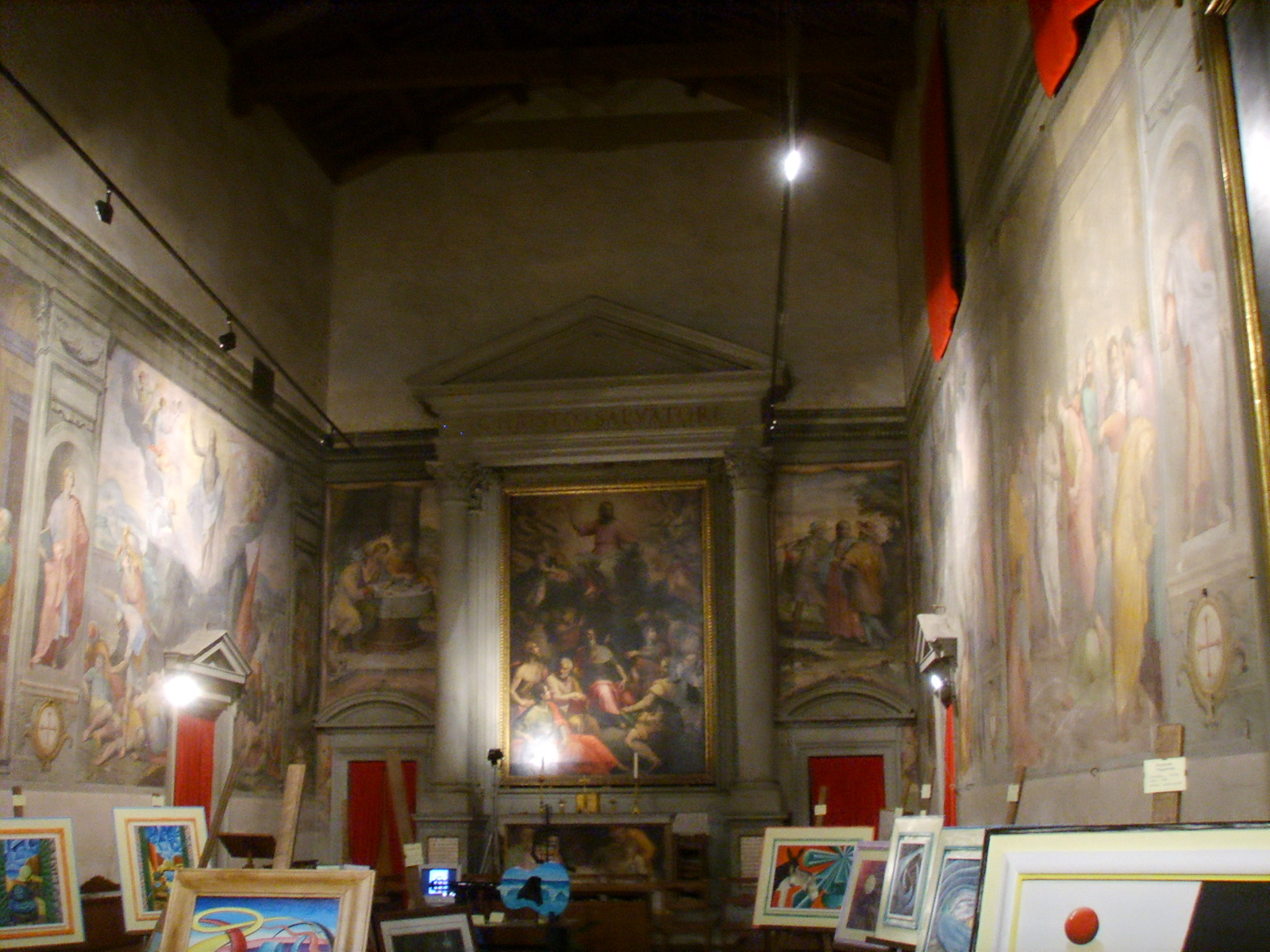
Interno

Inizialmente consacrata come chiesa di San Salvatore, era l'oratorio della congrega omonima, che dal 1313 era solita ospitare nei locali in zona i sacerdoti in pellegrinaggio, su istituzione del vescovo Antonio d'Orso. La dedica della chiesa fu cambiata e diventò "di San Jacopo della Congrega maggiore". Con la riforma delle istituzioni assistenziali fiorentine ad opera del vescovo sant'Antonino, la confraternita ospitò un luogo di ricovero per anziani presbiteri, i "Pretoni".
Fu ristrutturata su incarico dell'arcivescovo Alessandro de' Medici, negli anni fra il 1585 e il 1588 ad opera di Giovanni Antonio Dosio, a cui è riferibile il portale su cui si legge "HOSPITALE PRESBYTERORUM".
L'interno è completamente decorato con vividi affreschi in stile manierista che raffigurano Storie di Cristo e degli Apostoli che coprono tutte le pareti e incorniciano alcune pale su tavola, il tutto eseguito da Giovanni Balducci tra 1588 e 1591 che si ispirò ai modelli raffaelleschi e a quelli fiorentini di primo Cinquecento, di Andrea del Sarto in primo luogo.
Sul portale da parte della controfacciata interna è presente un organo antico, restaurato nel 2005 e talvolta usato per concerti di musica sacra.
Dal 2023 l'oratorio è sconsacrato e usato come aula dell'Accedemia di Belle Arti.

### Tomba del pievano Arlotto
È qui conservata anche la tomba del celebre Pievano Arlotto, al centro della navata centrale vicino all'ingresso. Arlotto Mainardi, parroco della chiesa di San Cresci a Macioli, vicino a Pratolino, nato nel 1396 e morto nel 1484 nell'ospizio per vecchi parroci, era diventato all'epoca quasi proverbiale per i suoi lazzi e le sue burle: è ritratto in diversi quadri anche nei secoli successivi a testimoniare la sua fama cittadina duratura.
Egli non smentì il suo spirito faceto neanche sulla sua lastra tombale, conservata in questo oratorio al centro del pavimento appena dopo l'ingresso, dove fece scrivere: 
L'epigrafe che si può leggere oggi non è l'originale, ma un anacronistico rifacimento posteriore, in un diverso italiano: «Questa sepoltura il Pievano Arlotto la fece fare per sé, e per chi ci vuole entrare».

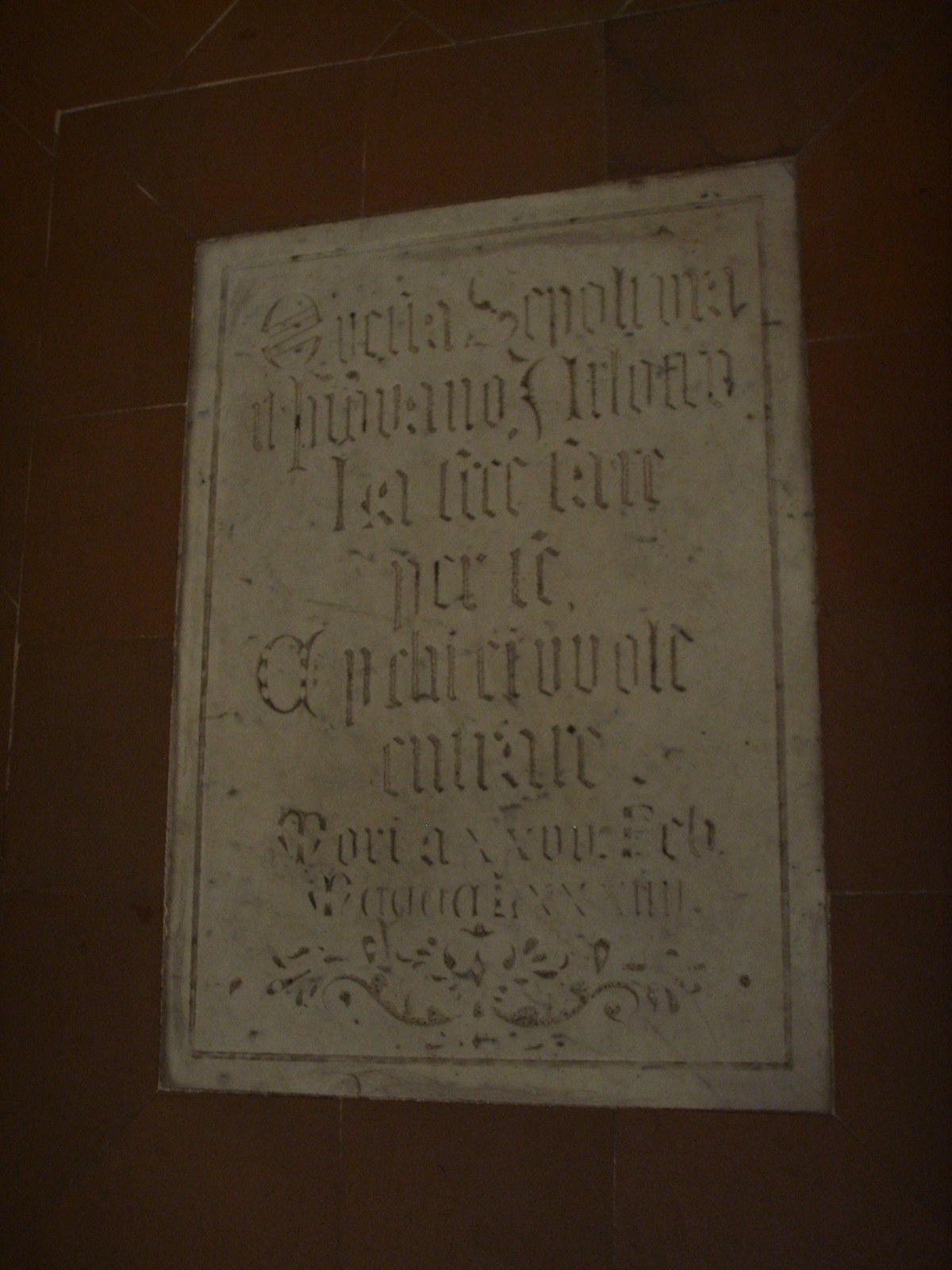
La lastra tombale del Pievano Arlotto
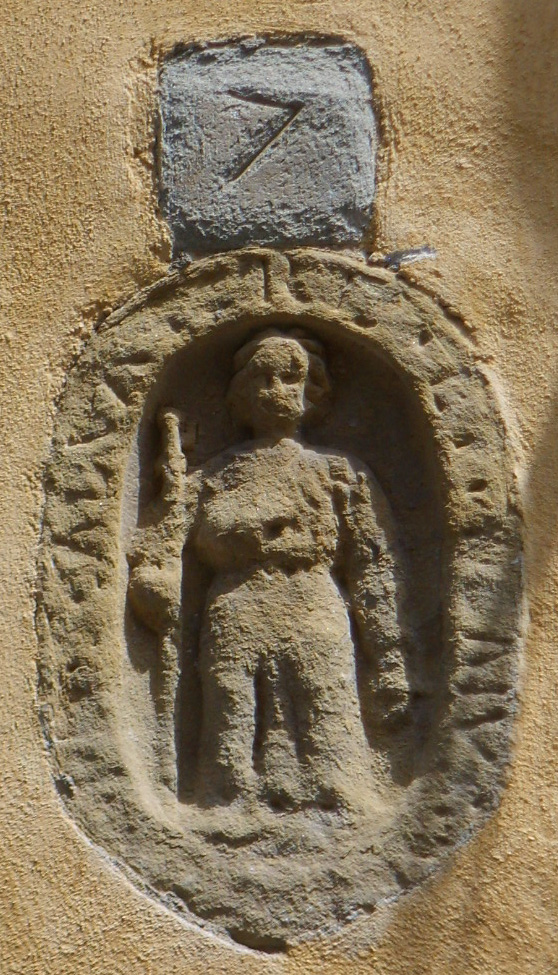
Un pietrino di Gesù Pellegrino, in una vicina casa di via San Gallo appartenuta all'ospizio dei Pretoni